# 高杉學
高杉 學（たかすぎ まなぶ、1937年〈昭和12年〉- ）は、日本の画家、美術教育者。
現在、蒼騎会運営委員、三多摩美術家連盟代表、日本美術家連盟会員。
風景画、静物画を中心とした、油彩を得意とする。
2012年の代表作は「水 光る」（油彩、F80）。

## 略歴
- 1937年： 静岡県生まれ
- 1961年： 東京学芸大学美術科卒業
- 1961年 - 1998年： 東京都の公立中学において、美術教諭、教頭、校長を歴任
- 1965年： 第1回個展 椿近代画廊 (新宿)、以降　銀座、国立、立川、沼津にて個展を開催
- 1976年： 蒼騎会会員
- 1985年： 三多摩美術家連盟会員
- 1994年： たましんギャラリー企画展
- 2002年： 沼津市庄司美術館企画展
- 2012年： 第12回個展 ギャラリー白百合 (日本橋)

## 主な受賞歴
- 1954年： 大潮展 (都立上野美術館) 入選
- 1976年： OZ氏賞受賞 (蒼騎展)
- 1979年： 蒼騎会賞受賞  (蒼騎展)
- 1982年・1983年： 日本青年会主催 現代新鋭作家選抜展にて連続受賞
- 1985年： 東京都教育委員会賞受賞  (蒼騎展)
- 1986年： 三多摩美術家連盟　10周年記念賞受賞 (三多摩美術家展)
- 1990年： 東京都知事賞受賞 (蒼騎展)
- 1994年： 三多摩美術家連盟賞受賞 (三多摩美術家展)
- 1999年： 毎日新聞社賞受賞 (三多摩美術家展)
- 2001年： 東京都知事賞受賞 (三多摩美術家展)
- 2003年： 文部科学大臣奨励賞受賞  (蒼騎展)

## 主な作品所蔵
- たましん歴史美術館
- 沼津市庄司美術館
- 沼津市役所
- 御殿場市役所
- 静岡県沼津東高等学校
- 御殿場市立御殿場小学校
- 御殿場市立御殿場中学校
- 埼玉医科大学国際医療センター